# Rhabdoblatta marginata
Rhabdoblatta marginata är en kackerlacksart som beskrevs av Bei-Bienko 1969. Rhabdoblatta marginata ingår i släktet Rhabdoblatta och familjen jättekackerlackor. Inga underarter finns listade i Catalogue of Life.